# Chammes
Chammes è un comune francese soppresso e frazione del dipartimento della Mayenne nella regione dei Paesi della Loira. Dal 1º gennaio 2016 si è fuso con il comune di Sainte-Suzanne per formare il nuovo comune di Sainte-Suzanne-et-Chammes.

## Società

### Evoluzione demografica
Abitanti censiti